# Numba

로고

Numba는 llvmlite 파이썬 패키지를 통해 LLVM을 사용하여 파이썬 및 NumPy의 하위 집합을 빠른 기계 코드로 변환하는 오픈 소스 JIT 컴파일러이다. 이는 종종 사소한 코드 변경만으로 CPU 및 GPU용 Python 코드를 병렬화하기 위한 다양한 옵션을 제공한다.
Numba는 2012년 트래비스 올리펀트(Travis Oliphant)에 의해 시작되었으며 이후 깃허브 저장소에서 자주 릴리스되면서 활발한 개발이 진행되었다. 이 프로젝트는 DARPA, 고든 앤드 베티 무어 재단(Gordon and Betty Moore Foundation), 인텔, 엔비디아 및 AMD, 깃허브의 기여자 커뮤니티의 지원을 받아 아나콘다(Anaconda, Inc.)의 개발자가 주도한다.

## 예시
Numba는 수치 계산을 수행하는 Python 함수에 numba.jit 데코레이터를 적용하여 사용할 수 있다.
```
import
 
numba

import
 
random

@numba
.
jit

def
 
monte_carlo_pi
(
n_samples
:
 
int
)
 
->
 
float
:

    
"""Monte Carlo"""

    
acc
 
=
 
0

    
for
 
i
 
in
 
range
(
n_samples
):

        
x
 
=
 
random
.
random
()

        
y
 
=
 
random
.
random
()

        
if
 
(
x
**
2
 
+
 
y
**
2
)
 
<
 
1.0
:

            
acc
 
+=
 
1

    
return
 
4.0
 
*
 
acc
 
/
 
n_samples

```

JIT 컴파일은 함수가 호출될 때 투명하게 발생한다.
```
>>> 
monte_carlo_pi
(
1000000
)

3.14

```